# Kalhov
Kalhov (deutsch Kalhau, 1939–45: Galthof, älter Kalthof) ist eine Gemeinde in Tschechien. Sie liegt neun Kilometer südöstlich von Humpolec und gehört zum Okres Jihlava.

## Geographie
Kalhov befindet sich Böhmisch-Mährischen Höhe am Südwesthang des Kalhovský vrch (693 m) in der Quellmulde des Baches Hejšťský potok. Südöstlich erhebt sich der Strážník (713 m) und im Südwesten der Panský kopec (601 m).
Nachbarorte sind U Palánů, Pavlov u Herálce, Temník und Slavníč im Norden, Velešov und Zbinohy im Nordosten, Větrný Jeníkov im Osten, Bethán und Obora im Südosten, Šimanov und Branišov im Süden, Ústí im Südwesten sowie Hejště, Vlčina und Krasoňov im Nordwesten.

## Geschichte

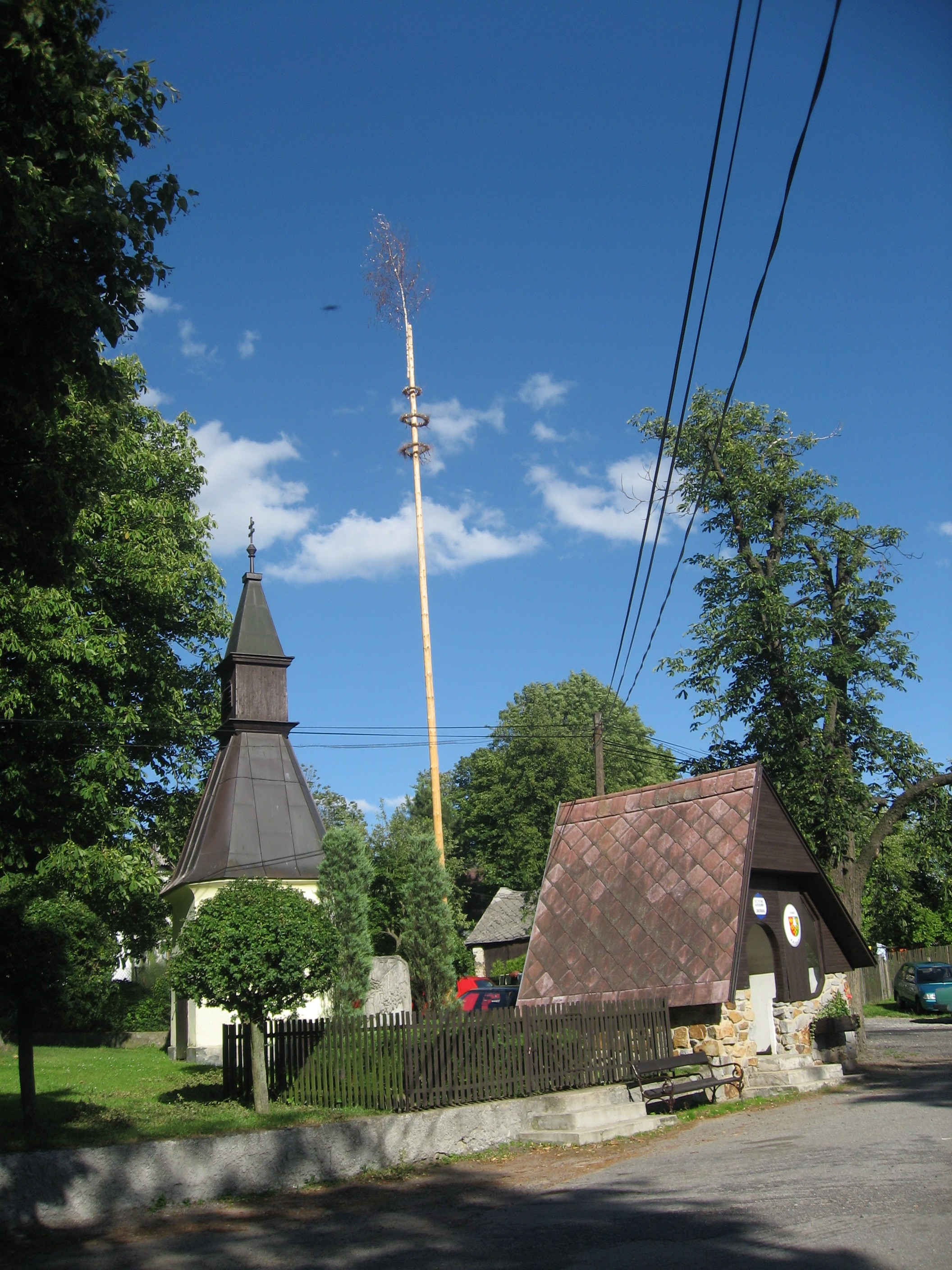
Ortsmitte mit Kapelle

Die erste schriftliche Erwähnung des Dorfes erfolgte 1226 zusammen mit anderen Orten in einer Besitzbestätigungsurkunde Honorius III. für das Kloster Seelau. 1458 überließ Georg von Podiebrad die seit den Hussitenkriegen verwaisten Seelauer Klostergüter den Herren Trčka von Lípa. 1601 verkauften die Trčka die Herrschaft Jenikau mit dem Städtchen Windig Jenikau und 22 Dörfern an den aus einem geadelten Iglauer Patriziergeschlecht stammenden Matthias Stubegg Ritter von Königstein (Matyáš Štubík z Königštejna). Die Stubegg verkauften die Herrschaft 1619 an Magdalena Trčka von Lobkowicz. Während des Dreißigjährigen Krieges verarmte die Gegend und nachfolgend wechselten sich fremde Adelige in rascher Folge als Besitzer ab und setzten die Rekatholisierung der Bevölkerung durch. Unter Johann Baptist Ritter von Minetti, der die Herrschaft 1719 kaufte, setzte ein wirtschaftlicher und kultureller Aufschwung ein. Sein Erbe floss in den weltlichen Stiftungsfonds Herrschaft Windig Jenikau ein, der die Herrschaft nachfolgend pachtweise verschiedenen Besitzern überließ. 1838 kauften die Grafen von Rummerskirch die Herrschaft.
Nach der Aufhebung der Patrimonialherrschaften bildete Kalhau / Kalhov ab 1850 eine Gemeinde im Bezirk Deutschbrod. Zu Beginn des 20. Jahrhunderts wurde Kalhov dem Bezirk Humpolec zugeordnet. Seit 1961 gehört die Gemeinde zum Okres Jihlava.

## Ortsgliederung
Für die Gemeinde Kalhov sind keine Ortsteile ausgewiesen.

## Sehenswürdigkeiten
- Kapelle mit Glockenturm, im Ortszentrum
- Geschützte Linde